# Åke Rusck
John Åke J:son Rusck, nacido el 9 de agosto de 1912 en la parroquia de Ringarum, condado de Östergötland, y fallecido el 24 de septiembre de 1978 en la parroquia de Frötuna, condado de Estocolmo (registrado en Nacka), fue un ingeniero, funcionario y empresario sueco.
Rusck obtuvo su título de ingeniero civil en el Real Instituto de Tecnología en 1934. Ese mismo año, fue contratado como ingeniero en el departamento de operaciones de la Administración de Energía Eléctrica de Suecia (Vattenfallsstyrelsen). En 1939, se convirtió en director de operaciones y jefe del departamento de operaciones, y en 1944, fue nombrado director de la central hidroeléctrica de Älvkarleby en la Administración de Energía Eléctrica del Estado. En 1946, fue ascendido a subdirector general de la Administración de Energía Eléctrica, y entre 1948 y 1957, se desempeñó como director general y jefe de Vattenfallsstyrelsen. Posteriormente, fue director ejecutivo de SAS de 1958 a 1961.
Rusck también tuvo misiones de la ONU en Pakistán en 1955, Tailandia en 1961-1962, Túnez en 1962-1963 y Tanzania en 1965-1968. Fue asesor de la UNIDO en Viena entre 1969 y 1972 y en Perú entre 1973 y 1974. Entre 1964 y 1965, lideró el trabajo de nacionalización de plantas de energía e infraestructura de distribución eléctrica en Brasil para AIB, una empresa de la cual era copropietario y presidente.
Además, ocupó varios puestos en consejos de administración a lo largo de su vida, entre ellos en LKAB. Fue elegido miembro de la Academia de Ciencias de la Ingeniería en 1950.

## Distinciones
- Caballero de la Orden de la Estrella Polar
- Comendador de la Orden de Vasa
- Comendador de la Legión de Honor, tras la compra del avión francés Caravelle por parte de SAS.